# Сувая (община Блаце)
Вижте пояснителната страница за други значения на Сувая.
Сувая (на сръбски: Суваја или Suvaja) е село в община Блаце, Топлишки окръг, Сърбия. В 2002 година селото има 89 жители, всички от които сърби.

## Население
- 1948 – 274 жители
- 1953 – 268 жители
- 1961 – 210 жители
- 1971 – 167 жители
- 1981 – 115 жители
- 1991 – 87 жители
- 2002 – 89 жители

## История
При избухването на Балканската война в 1912 година един човек от Сувая е доброволец в Македоно-одринското опълчение.

## Личности
Родени в Сувая
- Карник Хайрабетов (1890 – ?), македоно-одрински опълченец, четата на Крум Пчелински[2]